# Вулиця Остряниці (Львів)
Ву́лиця Остря́ниці — вулиця у Шевченківському районі міста Львова, в місцевості Підзамче. Сполучає вулиці Богдана Хмельницького та Жовківську. Прилучається вулиця Скидана.

## Назва
Вулиця прокладена наприкінці XIX століття та 1901 року мала назву Святої Кінґи, на честь Кунегунди Угорської (Святої Кінґи) — принцеси, дочки угорського короля Бели IV, католицької святої. На часі німецької окупації, 1941—1944 роки — Кінґаґассе. 1944 року вулиці повернена передвоєнна назва — Святої Кінґи. 1946 року отримала назву — вулиця Савіної, на честь російської акторки Марії Савіної. Сучасна назва — вулиця Остряниці, на честь козацького гетьмана Якова Острянина.

## Історія та забудова
В забудові вулиці Якова Остряниці присутні класицизм, сецесія, конструктивізм.
На вулицю Остряниці виходить західний фасад львівської середньої загальноосвітньої школи № 20 (вулиця Скидана, 18), на рівні вікон другого поверху збереглася таблиця з написом, який сповіщає що це будівля колишньої міської народної школи імені Святого Мартина (пол. Szkoła ludowa miejska imienia Św. Marcina). 
На розі вулиць Остряниці, 26 та Жовківської, 14 розташований дитячий майданчик, відновлений у 2014 році в межах проєкту «Ревіталізація Підзамче». Фасад від вулиці Жовківської прикрашає мурал «Птахи», виконаний художниками з мистецької формації «KickitArt».
На вулиці Савіної у 1950-х роках в одному з будинків з непарного боку містилися дитячі ясла для дітей працівників взуттєвої фабрики № 3. Сама ж взуттєва фабрика розташовувалася на тодішній вулиці Декабристів, 6.
В будинку № 7 — медичний центр «Акумед».

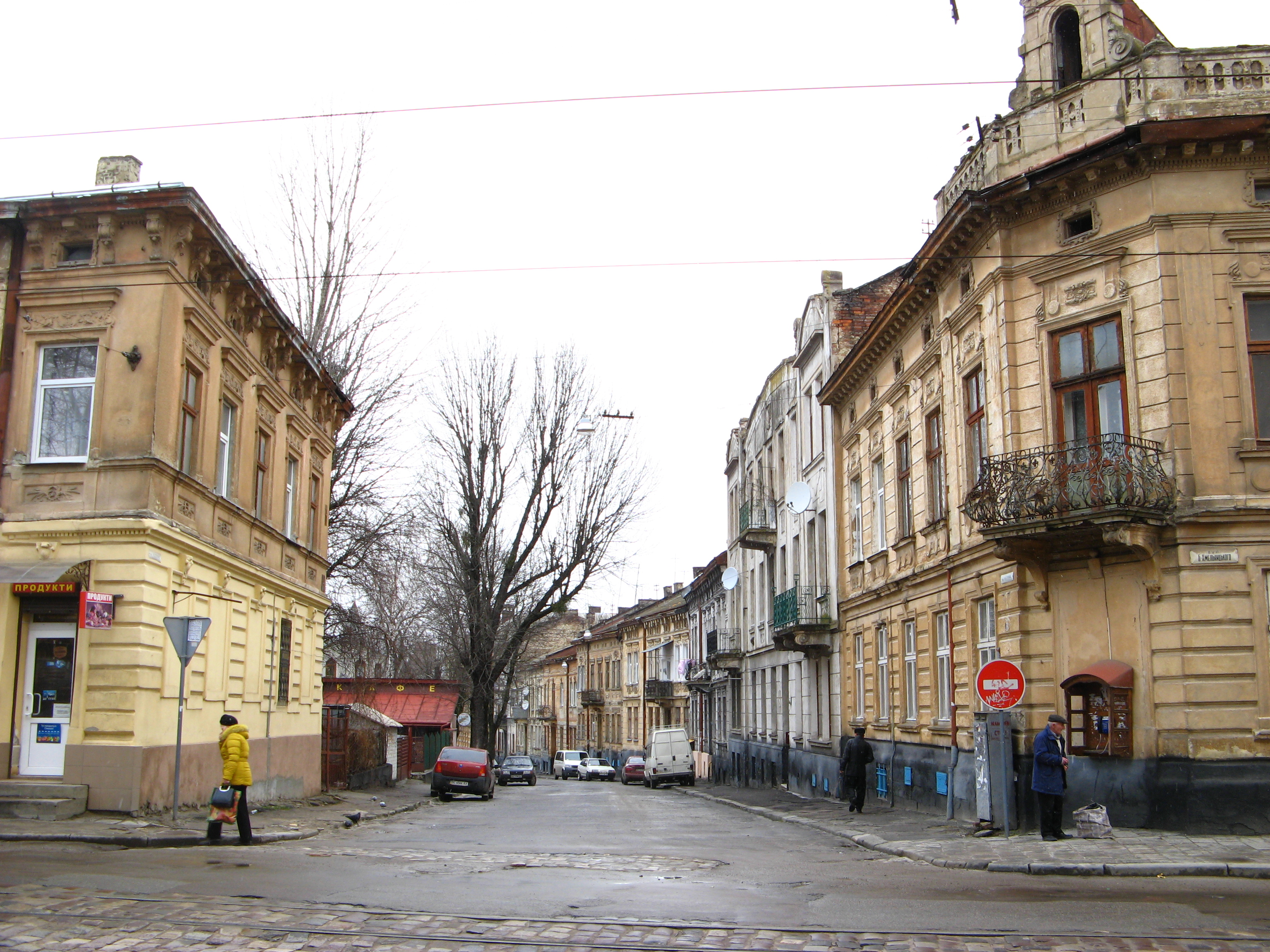
Початок вулиці Остряниці (вигляд з вулиці Хмельницького)
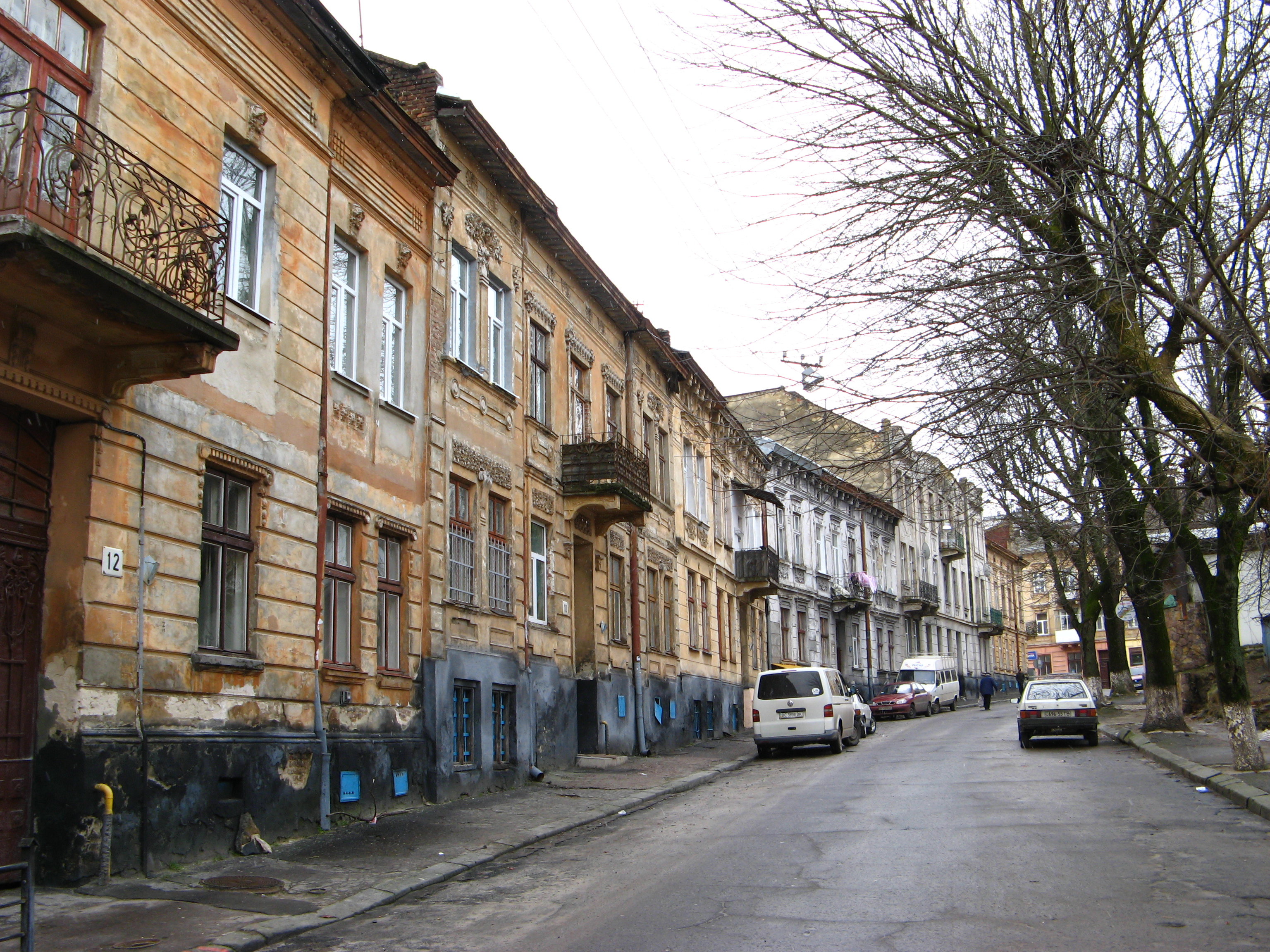
Горішня частина вулиці
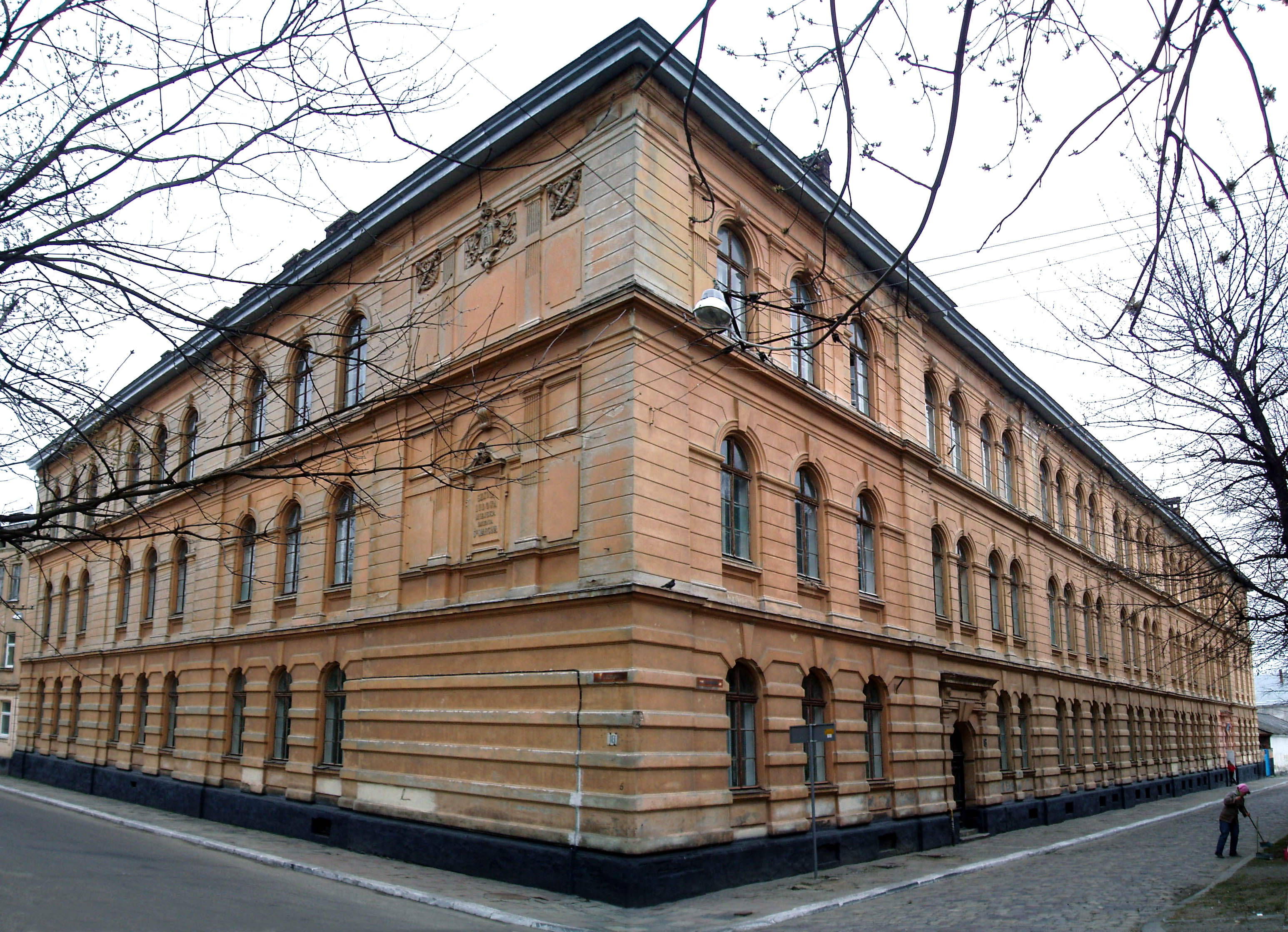
Львівська СЗОШ № 20